# Bodyboarding

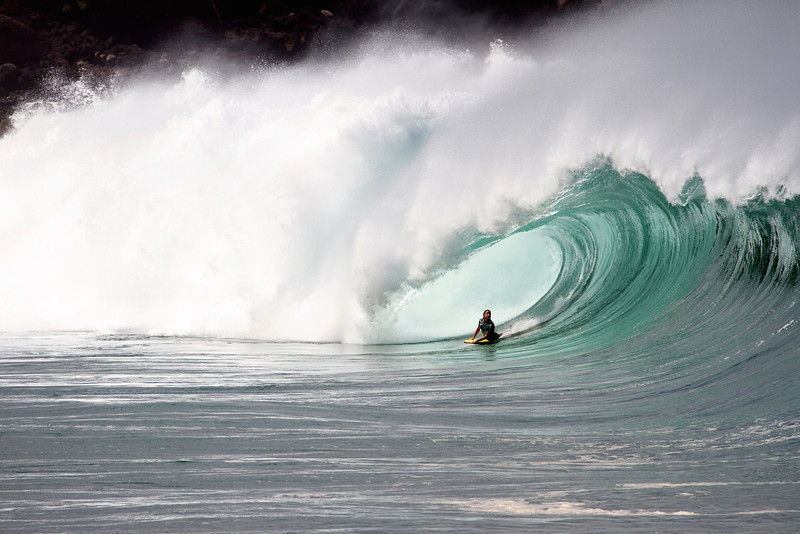
David "Dubb" Hubbard charging a large wave at Waimea Shorebreak

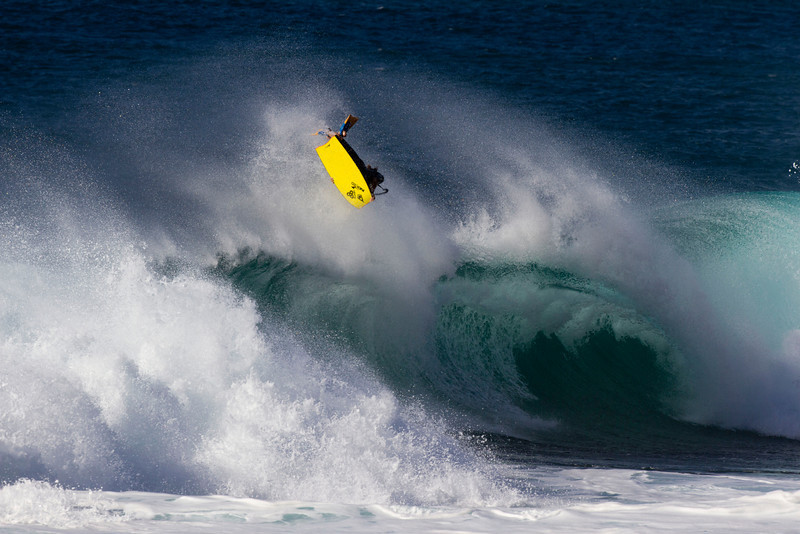
Michael Novy doing an air reverse 360 at Backdoor on the island of Oahu, Hawaii.

Bodyboarding är en sorts surfing som utförs på en bodyboard. En bodyboard används på ett liknande sätt som en surfbräda men en bodyboard är mindre och istället för att stå upp ligger man vanligtvis ner på brädan även om avancerade bodyboardare kan ses stå på ett knä. Bodyboarden består av en cellplastbräda med ett halt och tåligt plastlaminat på botten, en hydrodynamisk form med en lätt kurvature i nosen och sidokanter liknande en surfbräda för att möjliggöra snabba svängar. Bodyboards är lätta, har god flytförmåga och är utrustade med en säkerhetslina som fästs runt handleden. Ett par simfenor används normalt i samband med bodyboarding vilket underlättar när man simmar ut mot vågorna och när man simmar för att fånga en våg.
Bodyboarding är den lättaste formen av surfing att lära sig. Bodyboards hyrs ofta ut vid stränder och badorter där det förekommer lämplig surf.
Bodyboarding kan även göras på större vågor men görs normalt inte i sammanhang med tow-in-surfing eller på de allra största vågorna på grund av den begränsade stabiliteten av en kort bodyboard vid höga hastigheter.   

## Galleri

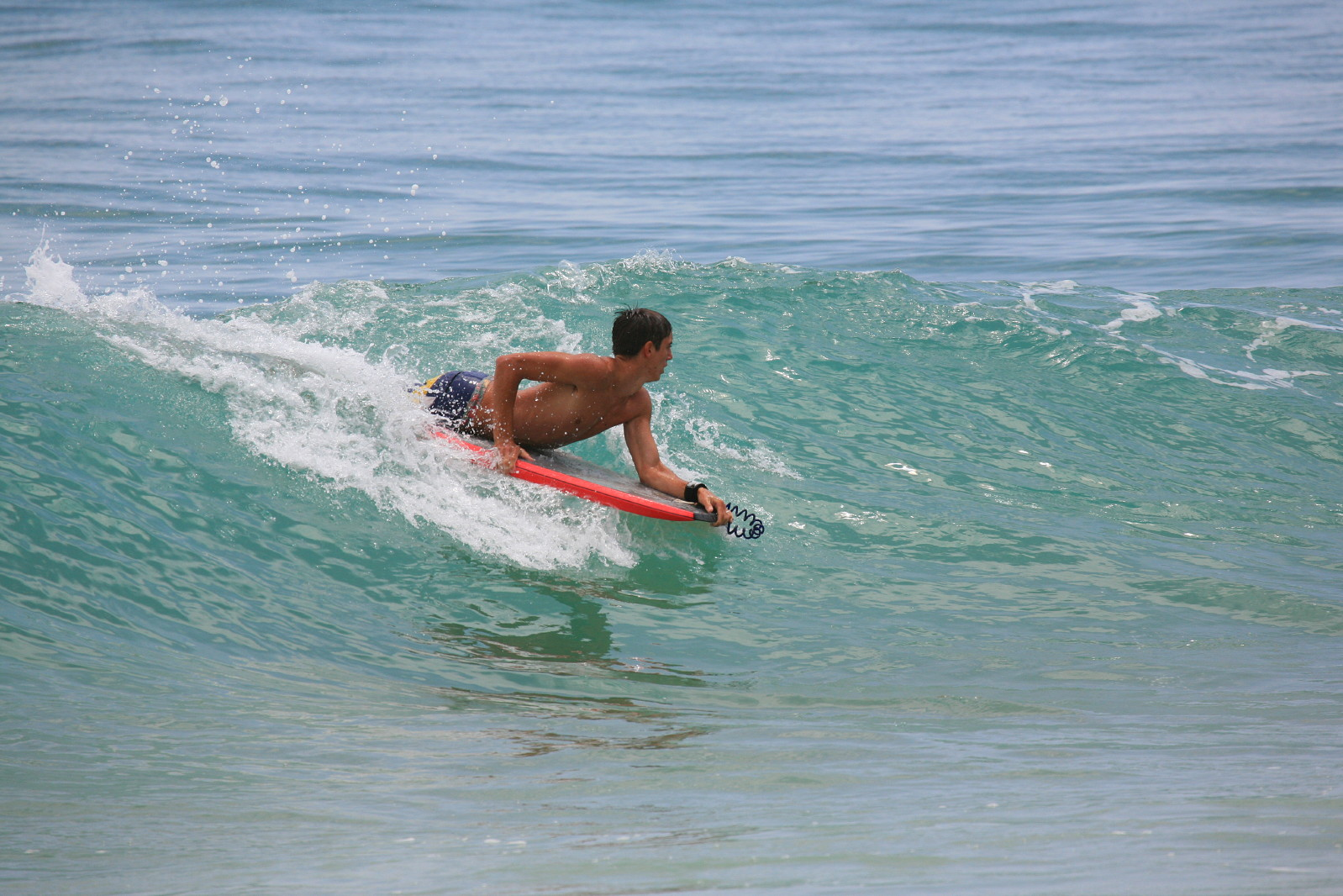
Bodyboarding i Salema, Portugal
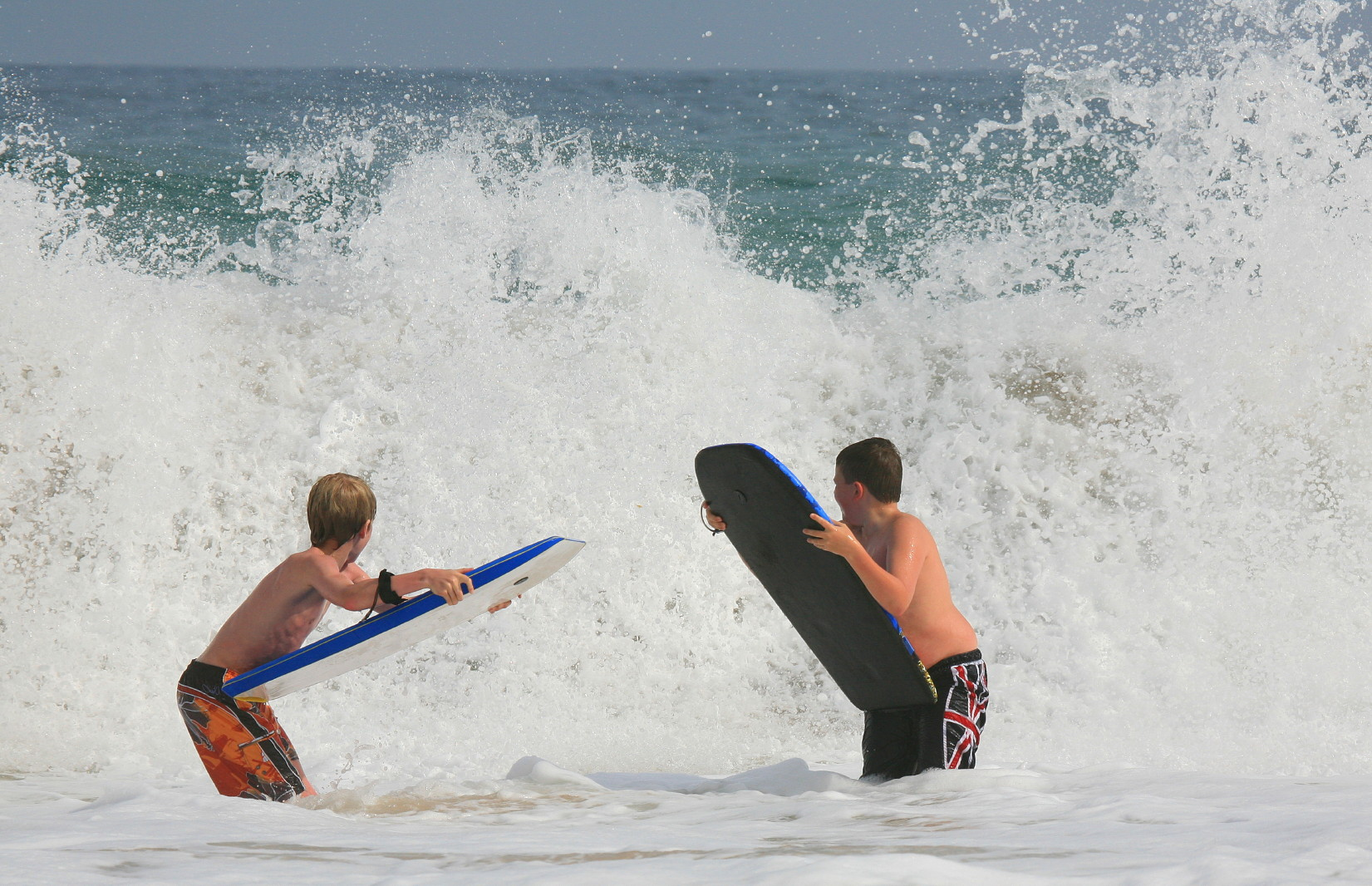
Bodyboarding i Salema, Portugal
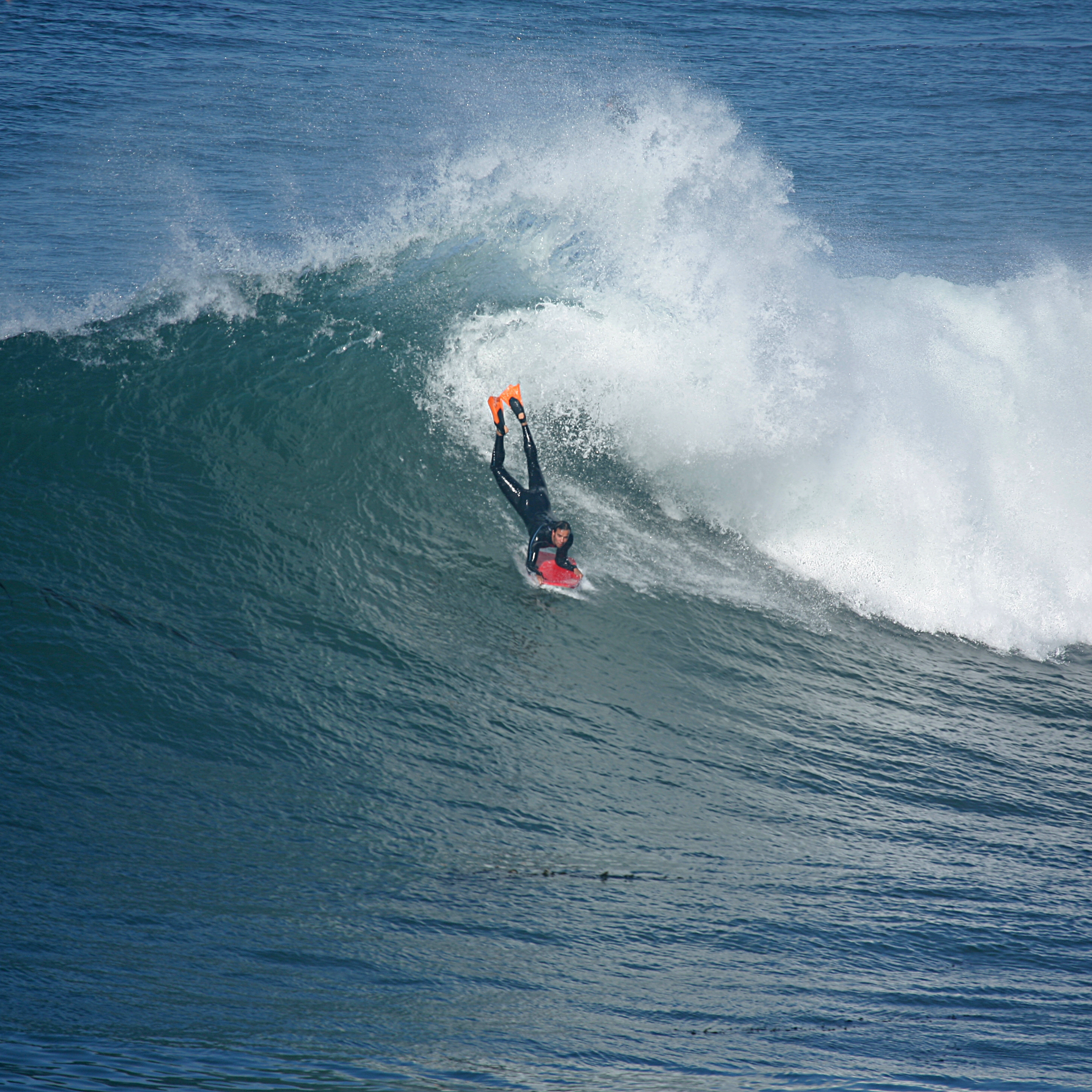
Bodyboarding in San Diego, California 2007
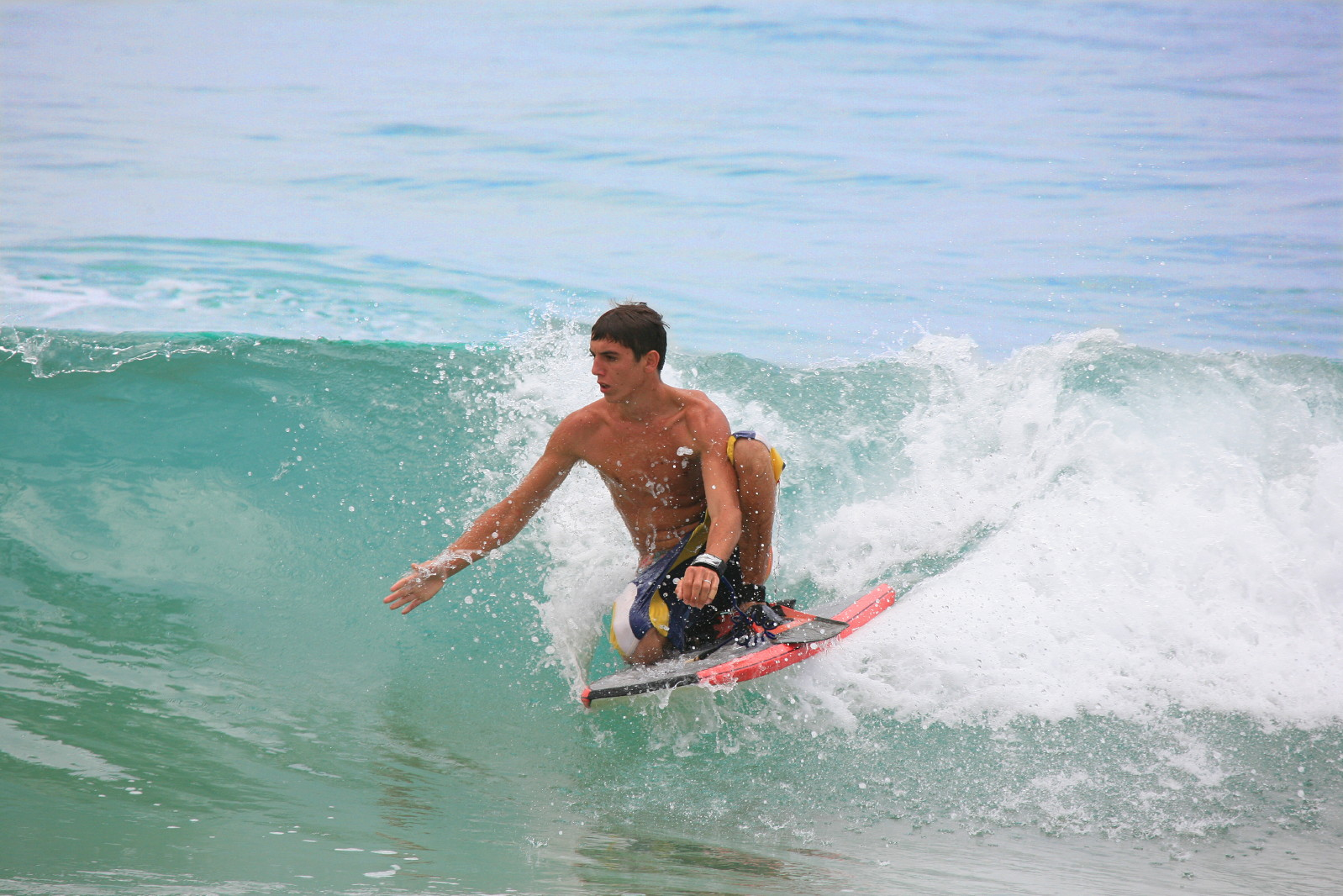
Bodyboarding on one knee
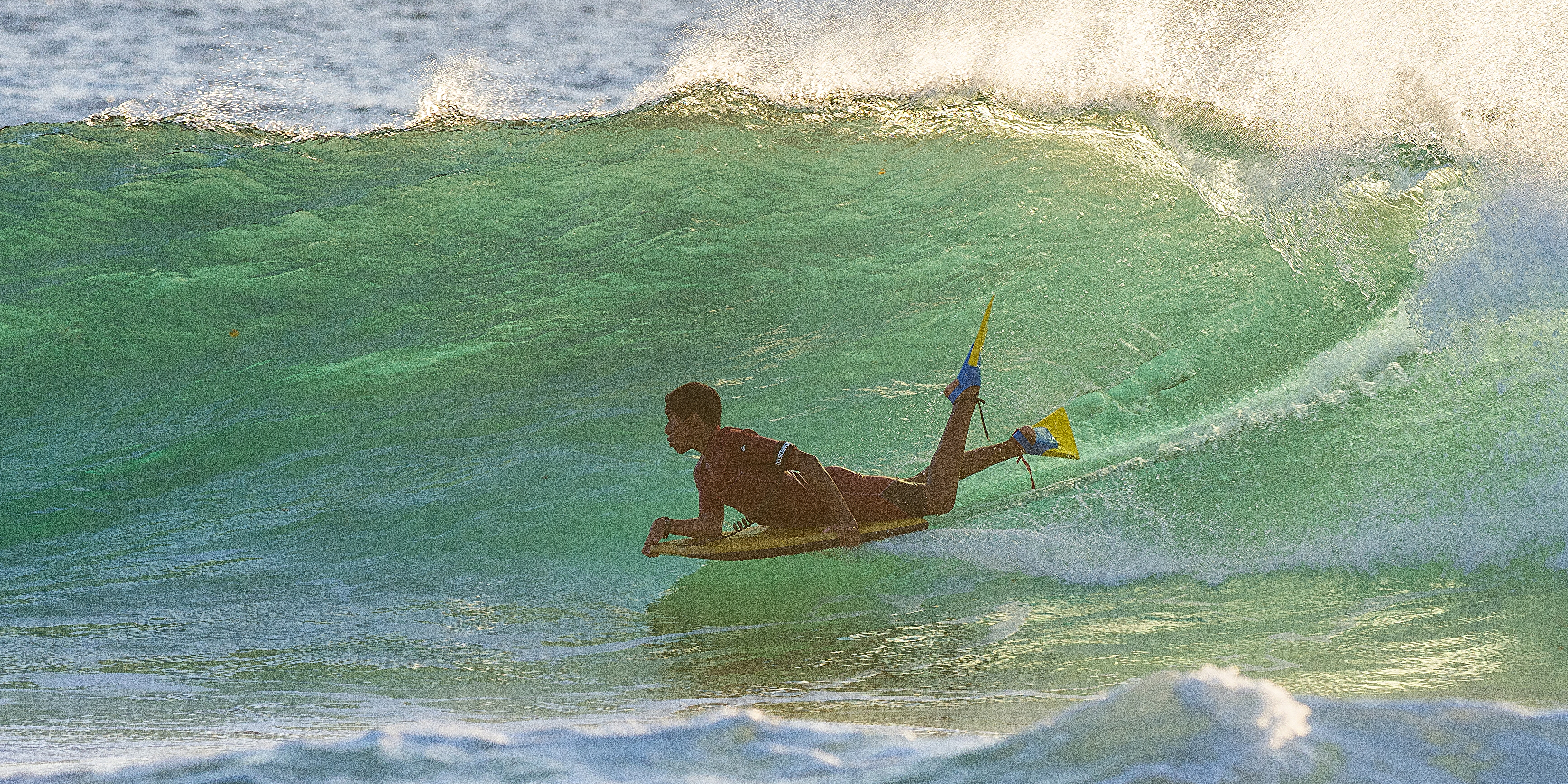
Bodyboarding at Playa del Confital, Gran Canaria
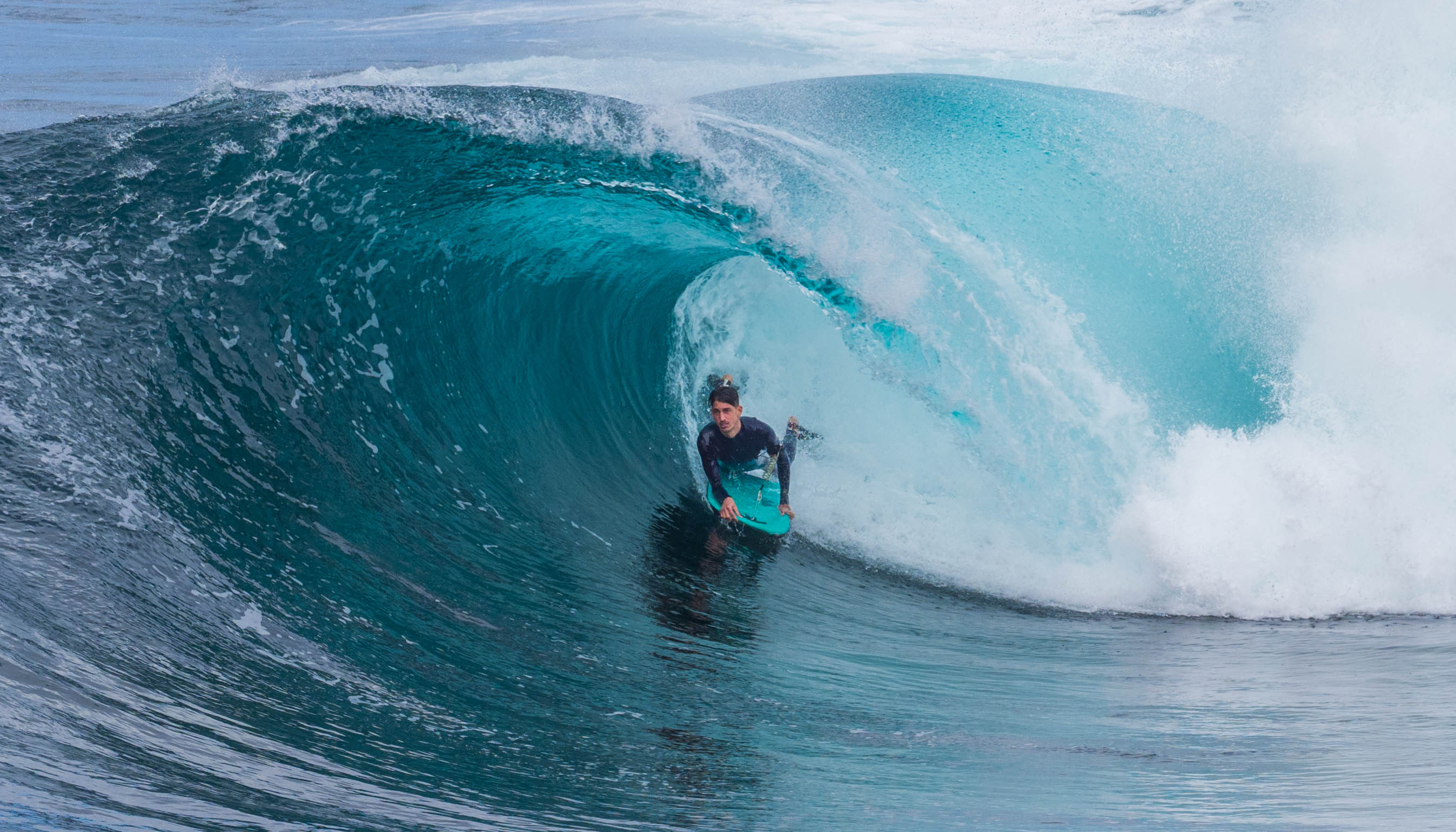
Bodyboarding at Playa del Confital
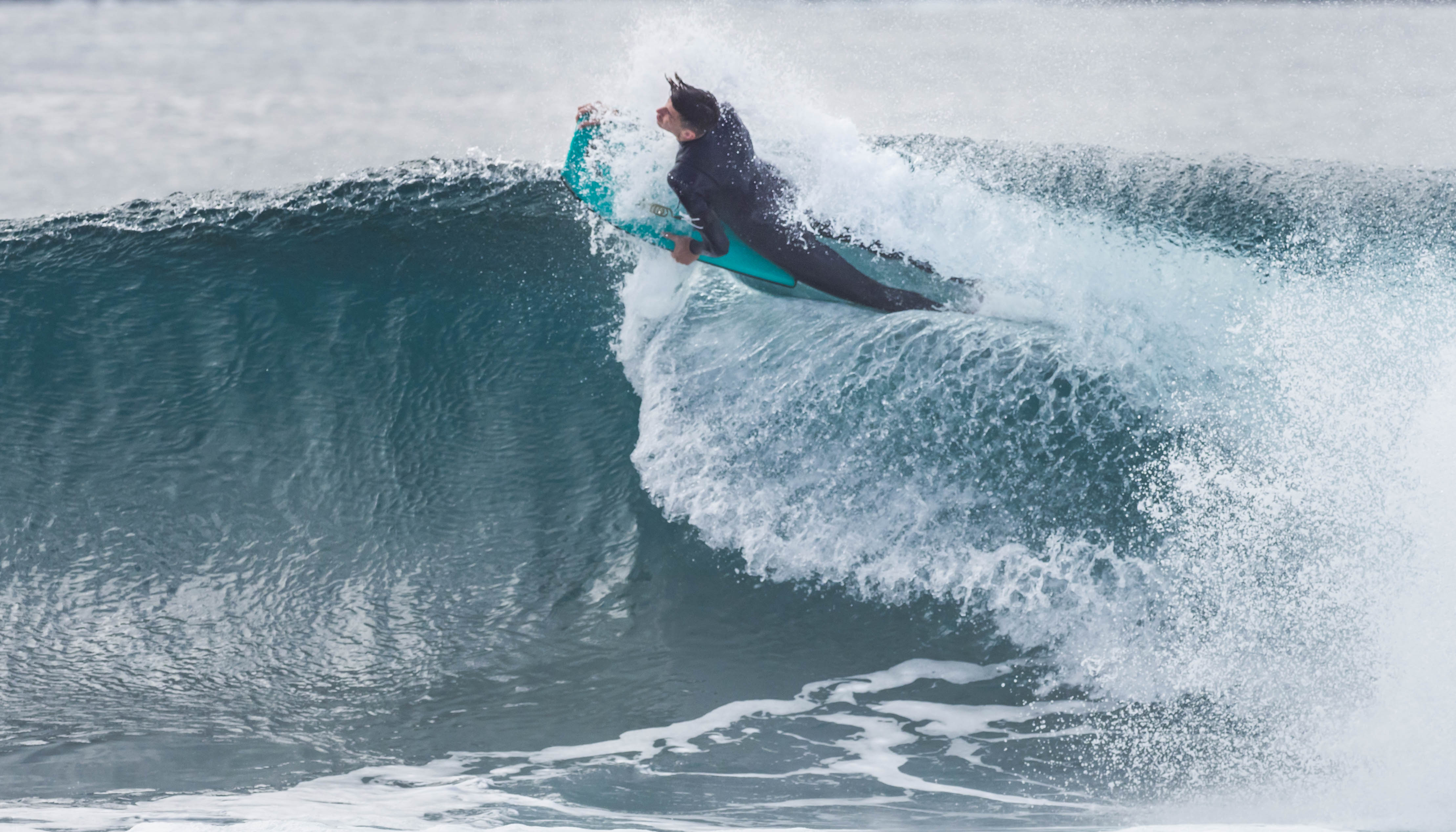
Bodyboarding at Playa del Confital
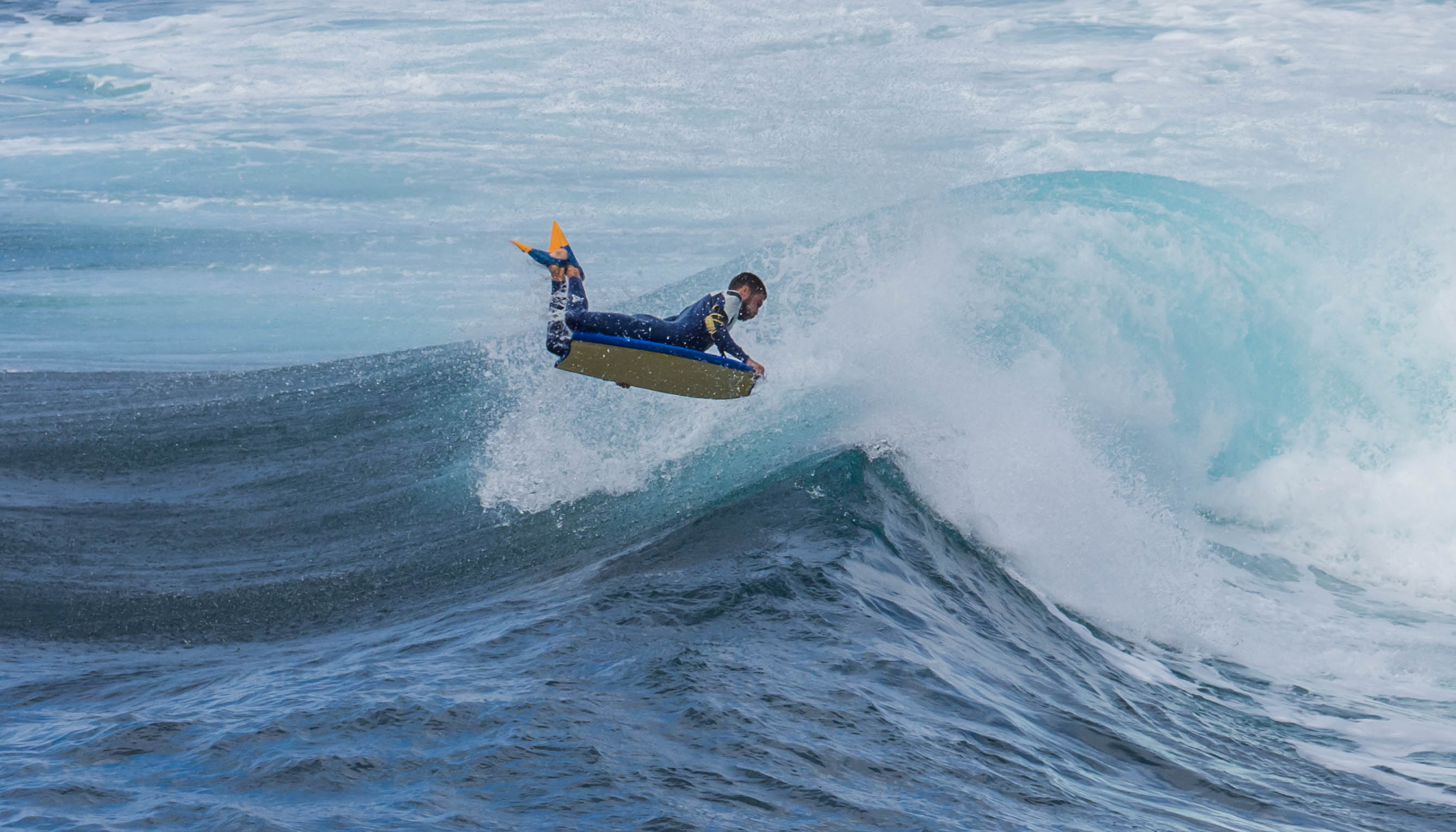
Bodyboarder at Playa Confital doing an air reverse exit